# آدم ديفيز (لاعب كريكت)
آدم ديفيز (بالإنجليزية: Adam Davies)‏ (26 أكتوبر 1980 في المملكة المتحدة - ) هو لاعب كريكت بريطاني.

## وصلات خارجية
- آدم ديفيز على موقع إي آس بي آن كريك إنفو (الإنجليزية)